# Apostolepis christineae
Espèce
Apostolepis christineae  est une espèce de serpents de la famille des Dipsadidae.

## Répartition
Cette espèce est endémique du Mato Grosso au Brésil. Elle se rencontre dans la Serra das Araras.

## Étymologie
Cette espèce est nommée en l'honneur de Christine Strüssmann.

## Publication originale
- de Lema, 2002 : Nova espécie de Apostolepis do grupo lineata do sudoeste do Brasil (Serpentes, Elapomorphinae). Facena, vol. 18, p. 41-52.